# Pentax Optio
Die Pentax Optio  ist eine Modellreihe von Digitalkameras des Unternehmens Pentax.
Die Pentax Optio 330 aus dieser Modellreihe war die erste digitale Kompaktkamera von Pentax; sie war beim Erscheinen im Jahr 2001 die kleinste 3-Megapixel-Kamera mit dreifachem optischen Zoom, die auf dem Markt verfügbar war.
Die Pentax Optio S50 ist eine digitale Kompaktkamera mit einem dreifachen optischen Zoom und einer Auflösung von 5 Megapixeln.

## W-Serie – wasserdichte Kameras derOptio-Modellreihe
Im April 2005 stellte Pentax mit der Optio WP eine Kompaktkamera vor, die bis in eine Wassertiefe von 1,5 Metern wasserdicht ist. Die Optio WP besaß folgende Hauptmerkmale:
- Objektiv: Blendenzahl 3,3–4,0 mit Brennweite 6,3–18,9 mm (≈ 38–114 mm Kleinbildäquivalent)
- CCD-Sensor 2560 × 1920 Pixel (≈ 5 MP)
- ISO 50–400
- 2"-LC-Display-Diagonale
- 10,5 MB interner Speicher
- SD-Speicherkartenformat

Die Folgemodelle Pentax Optio WPi, W10, W20, W30 besaßen alle die gleichen Objektivdaten. Die Unterschiede waren gering und bestanden aus Sensorkapazität, Lichtempfindlichkeit und geringen Gehäuseformänderungen.
Die Hauptunterschiede:
- WPi: 6-MP-Bildsensor (vorgestellt Oktober 2005)
- W10: ISO 800 zusätzlich, 2,5"-LC-Display mit 115.000 Bildpunkten, neue Gehäuseform (vorgestellt März 2006)
- W20: 7-MP-Bildsensor, ISO 1600 zusätzlich (vorgestellt September 2006)
- W30: ISO 3200 zusätzlich, wasserdicht bis 3 m Tiefe, digitale Verwackelungsreduzierung, geringe Gehäuseformänderungen (vorgestellt April 2007)

Erst die Pentax Optio W60 (vorgestellt Juli 2008) zeigt vollständig neue Merkmale sowie eine veränderte Gehäuseform (in drei verschiedenen Farben):
- Objektiv f/3,5–5,5 mit 5–25 mm (28–140 mm Kleinbildäquivalent)
- CCD-Sensor 3648×2736 Pixel (≈ 10 MP)
- ISO 50–6400
- 2,5"-LC-Display mit 213.000 Bildpunkten
- 36,4 MB interner Speicher
- SD/SDHC-Speicherkartenformat
- bis 4 m Tiefe wasserdicht für zwei Stunden
- verbesserte digitale Verwackelungsreduzierung

Die Pentax Optio W80 (vorgestellt Juni 2009) ist ihrerseits ein Folgemodell der Optio W60 und besitzt das gleiche Objektiv und ein minimal geändertes Gehäusedesign.
Die wesentlichen Unterschiede:
- 12-MP-Bildsensor
- bis 5 m Tiefe wasserdicht für zwei Stunden
- stoßfest bis zu einem Meter Fallhöhe

Die Pentax Optio W90 (vorgestellt April 2010) – ein weiteres Folgemodell der Optio W60/W80 mit gleichem Objektiv – besitzt zusätzlich am Gehäuse einen umlaufenden Gummischutz.
Die Hauptunterschiede:
- drei um das Objektiv angeordnete Leuchtdioden zur Makrobeleuchtung
- HDMI-Schnittstelle
- bis 6 m Tiefe wasserdicht für zwei Stunden
- stoßfest bis zu 1,2 m Fallhöhe
- als Zubehör erhältliche, ebenfalls wasserdichte Fernbedienung

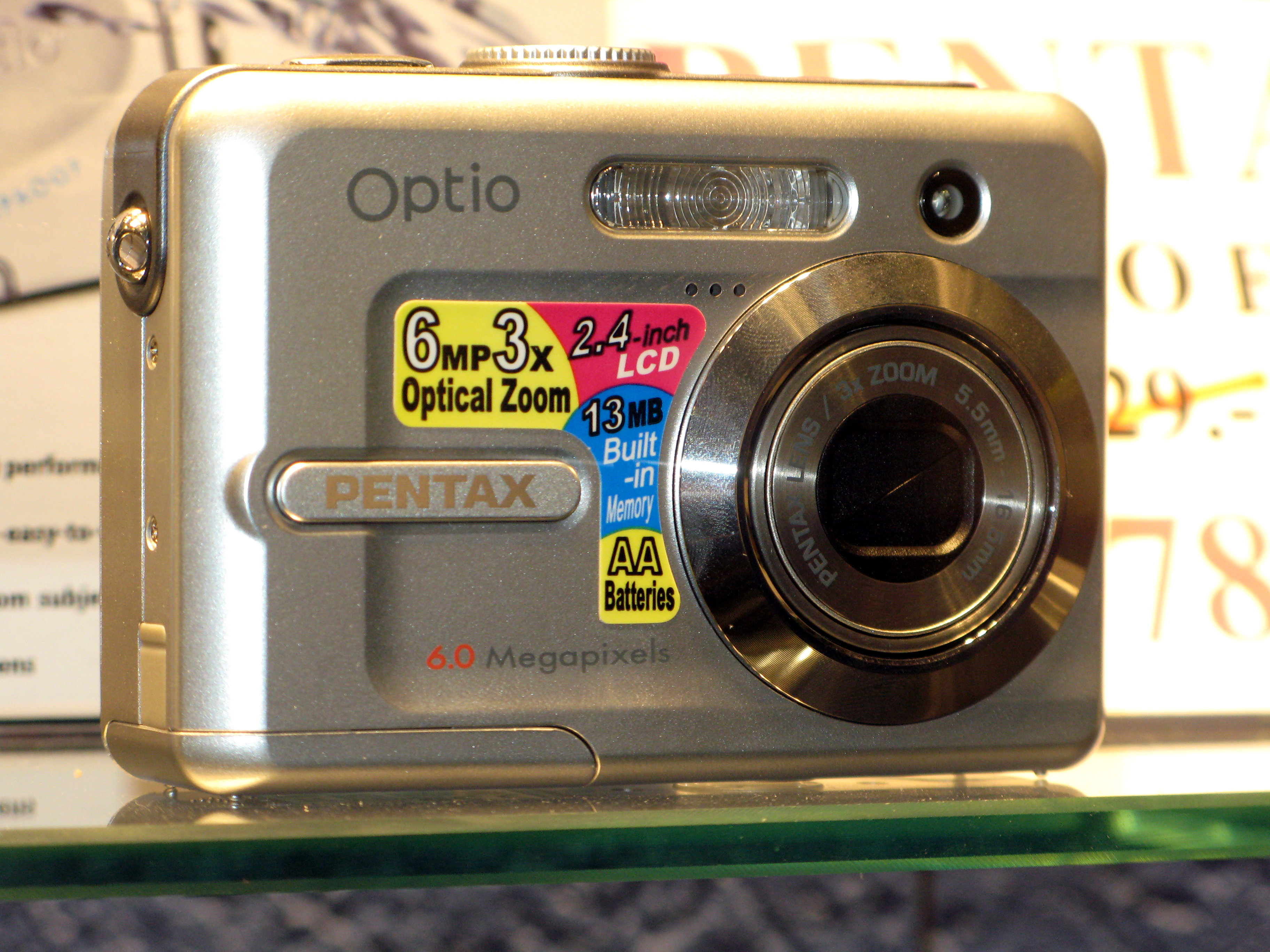
Pentax Optio E20
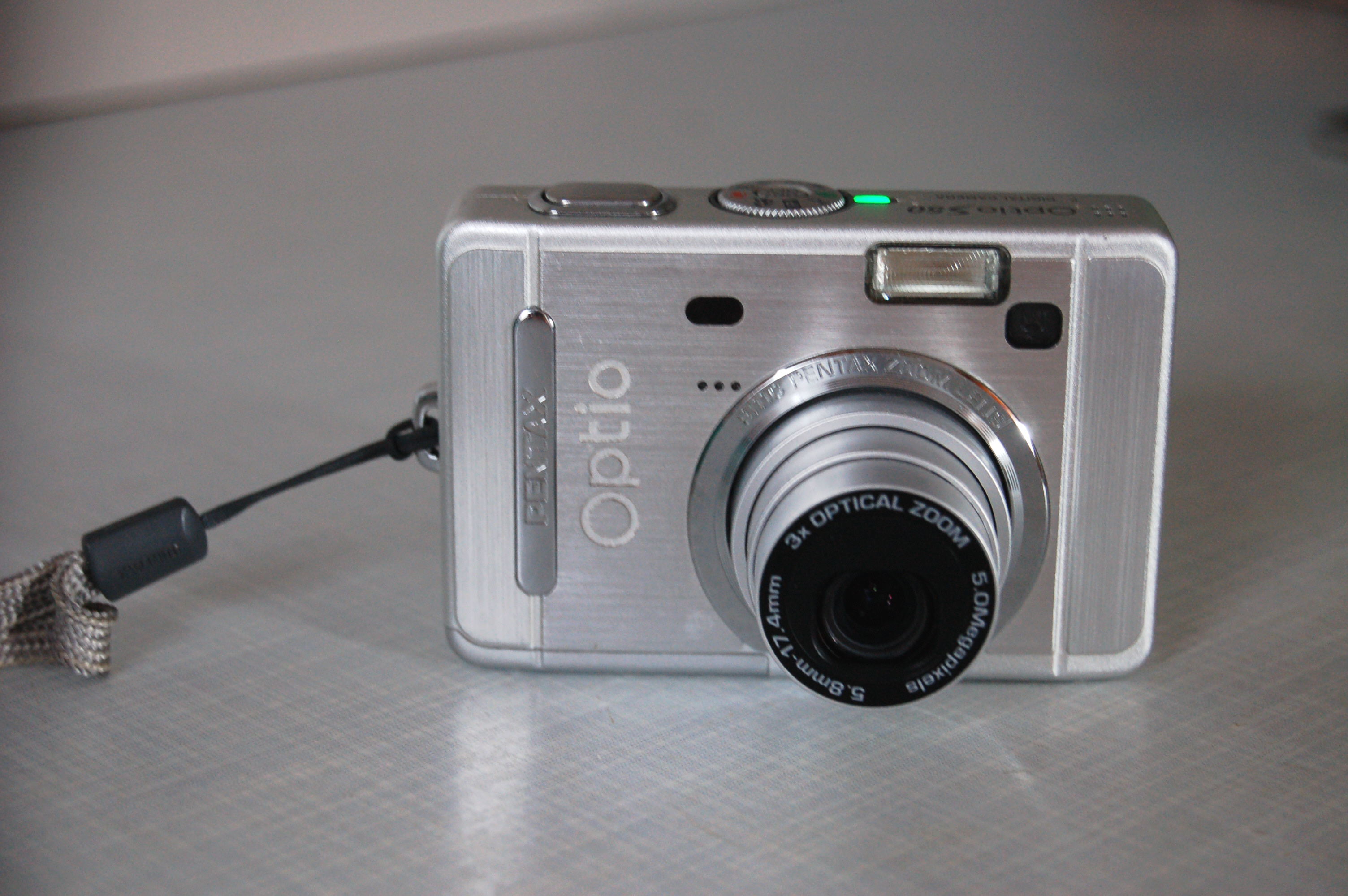
Pentax Optio S50
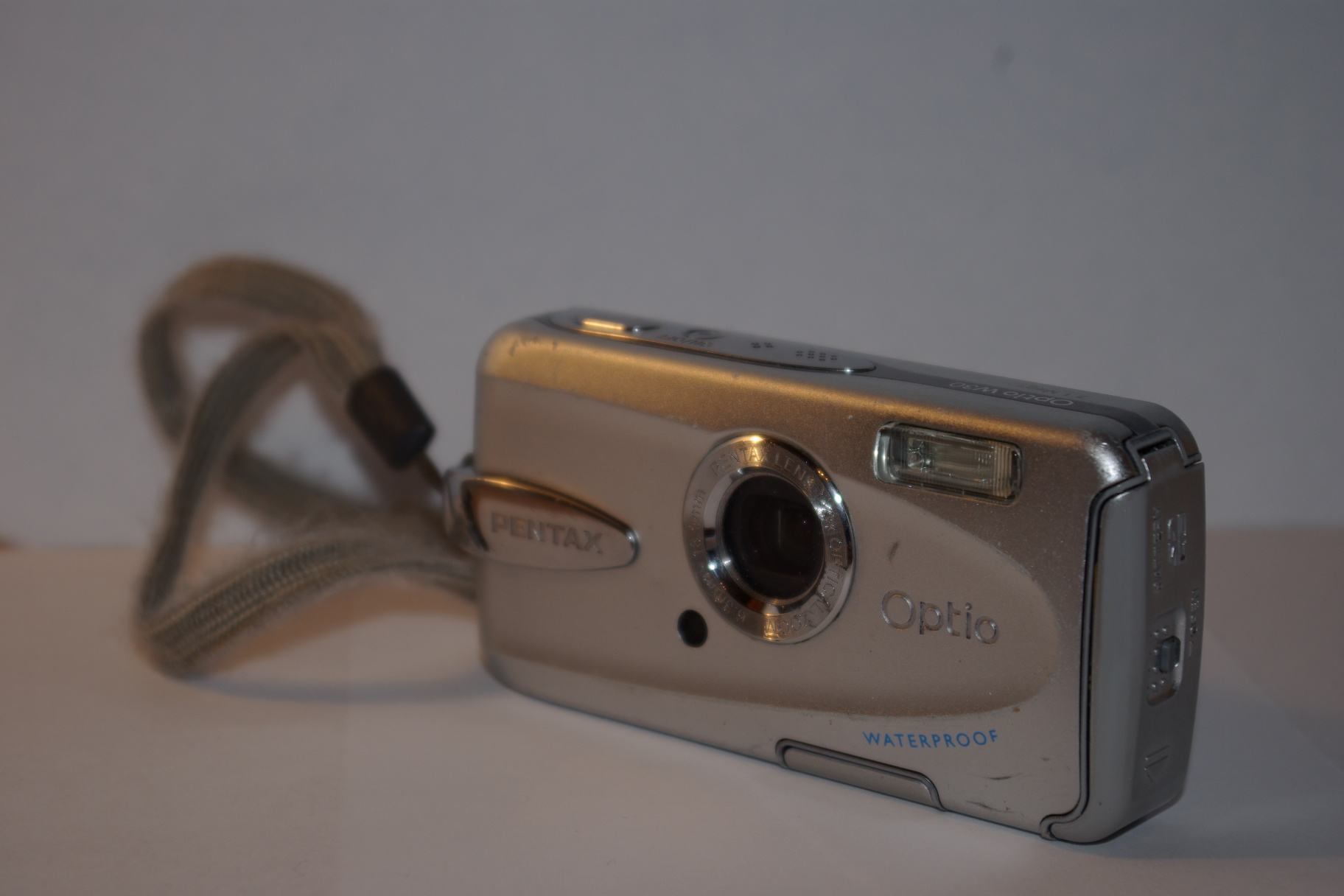
Pentax Optio W30
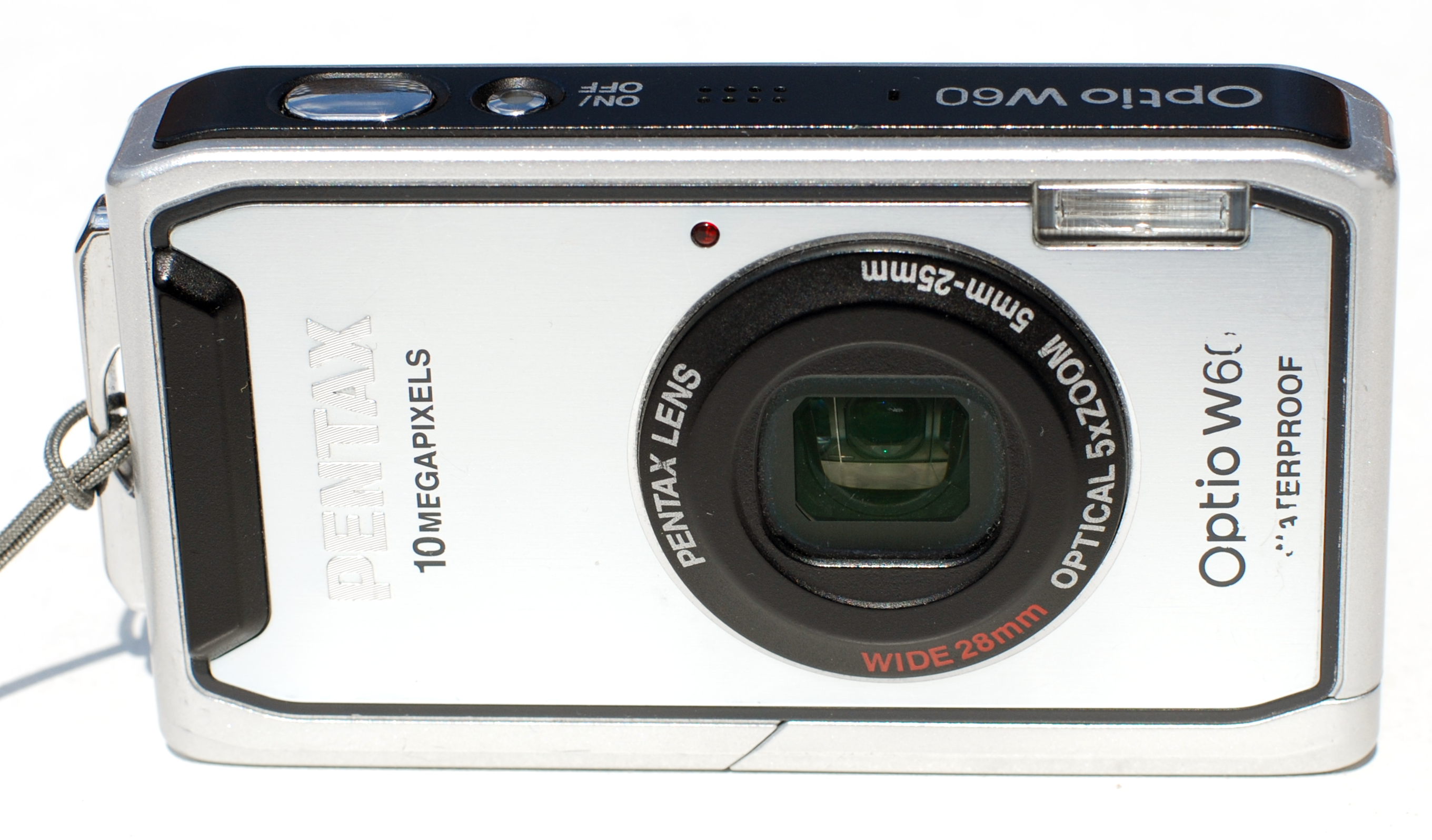
Pentax Optio W60

| Pentax Optio Variante | Ersch.-Monat | Brennweite in mm | KB-Äquivalent in mm | Lichtstärke (Blende) | CCD-Auflösung in Pixel | CCD-Pixelanzahl in Megapixel | ISO (Empfindl.) | Interner Speicher | LCD-Diagonale in mm | LCD-Pixelanzahl | SD-Karten-Format | wasserdicht bis zu einer Wassertiefe | Abmessungen (B × H × T in mm) | Gewicht |
| --------------------- | ------------ | ---------------- | ------------------- | -------------------- | ---------------------- | ---------------------------- | --------------- | ----------------- | ------------------- | --------------- | ---------------- | ------------------------------------ | ----------------------------- | ------- |
| WP                    | 04/2005      | 6,3–18,9         | 38–114              | f/3,3–4,0            | 2560×1920              | 5,0 MP                       | 50–400          | 10,5 MB           | 2,0" (5,08)         | 85.000          | SD               | max. 1,5 m                           | 102×51×22                     | 135 g   |
| WPi                   | 10/2005      | 6,3–18,9         | 38–114              | f/3,3–4,0            | 2816×2112              | 6,0 MP                       | 50–400          | 10,5 MB           | 2,0" (5,08)         | 115.000         | SD               | max. 1,5 m                           | 102×51×22                     | 135 g   |
| W10                   | 03/2006      | 6,3–18,9         | 38–114              | f/3,3–4,0            | 2816×2112              | 6,0 MP                       | 50–800          | 10,5 MB           | 2,5" (6,35)         | 115.000         | SD               | max. 1,5 m                           | 107×54,5×23                   | 155 g   |
| W20                   | 09/2006      | 6,3–18,9         | 38–114              | f/3,3–4,0            | 3072×2304              | 7,0 MP                       | 50–1600         | 22,0 MB           | 2,5" (6,35)         | 115.000         | SD               | max. 1,5 m                           | 106,5×54,5×23                 | 150 g   |
| W30                   | 04/2007      | 6,3–18,9         | 38–114              | f/3,3–4,0            | 3072×2304              | 7,0 MP                       | 50–3200         | 22,0 MB           | 2,5" (6,35)         | 115.000         | SD/SDHC          | max. 3,0 m                           | 107×54×23,5                   | 160 g   |
|                       |              |                  |                     |                      |                        |                              |                 |                   |                     |                 |                  |                                      |                               |         |
| W60                   | 07/2008      | 5,0–25,0         | 28–140              | f/3,5–5,5            | 3648×2736              | 10,0 MP                      | 50–6400         | 36,4 MB           | 2,5" (6,35)         | 230.000         | SD/SDHC          | max. 4,0 m                           | 98×55,5×24,5                  | 145 g   |
| W80                   | 06/2009      | 5,0–25,0         | 28–140              | f/3,5–5,5            | 4000×3000              | 12,1 MP                      | 50–6400         | 33,7 MB           | 2,5" (6,35)         | 230.000         | SD/SDHC          | max. 5,0 m                           | 99,5×56×24,5                  | 150 g   |
| W90                   | 04/2010      | 5,0–25,0         | 28–140              | f/3,5–5,5            | 4000×3000              | 12,1 MP                      | 50–6400         | 26,7 MB           | 2,7" (6,86)         | 230.000         | SD/SDHC          | max. 6,0 m                           | 107,5×59×25                   | 161 g   |
|                       |              |                  |                     |                      |                        |                              |                 |                   |                     |                 |                  |                                      |                               |         |
| WS80                  | 09/2009      | 6,2–31,0         | 35–175              | f/3,8–4,7            | 3648×2736              | 10,0 MP                      | 50–6400         | 33,6 MB           | 2,7" (6,86)         | 230.000         | SD/SDHC          | max. 1,5 m                           | 91,5×59,5×22                  | 125 g   |